# Ralph Bellamy
Ralph Rexford Bellamy (Chicago, 17 de junio de 1904-Santa Mónica, California, 29 de noviembre de 1991) fue un actor estadounidense ganador de un premio Tony y con una carrera que abarcó un total de 62 años. En 1986, se le otorgó el Óscar honorífico.

## Inicios
Bellamy nació en Chicago, Illinois. Sus padres eran Lilla Louise Smith, nativa de Canadá, y Charles Rexford Bellamy. Empezó su carrera interpretativa en el teatro y en 1927 poseía una compañía teatral. En 1931, debutó en el cine, en el que trabajó de manera constante durante toda la década, consolidándose como un hábil actor de reparto. Bellamy recibió finalmente un papel protagonista en 1936, en la película Straight from the Shoulder.

## Carrera cinematográfica
Recibió una nominación al Óscar al mejor actor de reparto por su papel en The Awful Truth (1937), interpretada por Irene Dunne y Cary Grant. Tuvo un papel similar, también junto con Cary Grant, en His Girl Friday (1940). Interpretó al detective Ellery Queen en varios títulos en los años cuarenta; pero, como su carrera en el cine no progresaba, volvió al teatro, donde continuó trabajando en los años cincuenta. Muy bien considerado dentro de la industria, fue fundador del Sindicato de Actores de Cine y fue presidente de la Actors' Equity Association desde 1952 a 1964.
Bellamy fue panelista habitual en el espectáculo televisivo To Tell the Truth al inicio del mismo. También participó en la serie televisiva detectivesca Follow that Man.
En Broadway, tuvo uno de sus más famosos papeles, el de Franklin Delano Roosevelt en Sunrise at Campobello. Posteriormente trabajó en la versión cinematográfica de 1960. 
En el cine, también participó en Rosemary's Baby (1968), en el papel de un diabólico médico, antes de enfocarse hacia la televisión durante los años setenta. Volvió al primer plano gracias a dos interpretaciones: la de la miniserie The Winds of War (1983), en la cual nuevamente hacía el papel de Franklin Delano Roosevelt, y por la cual consiguió una nominación al premio Emmy, y la de un multimillonario en la taquillera comedia Trading Places (1983), junto con Don Ameche y Eddie Murphy.

## Años finales
En 1984, recibió un Life Achievement Award, concedido por el Sindicato de Actores, y en 1987 recibió un Óscar honorífico «por su maestría única y su servicio distinguido a la profesión».
Entre sus últimos papeles, tuvo una aparición memorable en un episodio de L. A. Law.
Siguió trabajando regularmente y su última actuación fue en Pretty Woman (1990).
Estuvo casado en cuatro ocasiones: con Alice Delbridge (1927-1930), Catherine Willard (1931-1945) y con la organista Ethel Smith (1945-1948), matrimonios que acabaron en divorcio. Finalmente, en 1949, se casó con Alice Murphy, permaneciendo unidos hasta el fallecimiento de Bellamy en 1991, a causa de una dolencia pulmonar, en Santa Mónica (California), a los 87 años. Fue enterrado en el cementerio Forest Lawn Memorial Park de Los Ángeles.
Bellamy tiene una estrella en el paseo de la fama de Hollywood, en el 6542 de Hollywood Boulevard.

## Filmografía seleccionada
- The Secret Six (Los seis misteriosos) (1931)
- The Magnificent Lie (1931)
- West of Broadway (Lejos de Broadway) (1931)
- Surrender (Ríndase) (1931)
- Forbidden (Amor prohibido) (1932)
- Disorderly Conduct (Conducta desordenada) (1932)
- Young America (Sangre joven) (1932)
- The Woman in Room 13 (La dama del 13) (1932)
- Rebecca of Sunnybrook Farm (1932)
- Almost Married (1932)
- Wild Girl (El beso redentor) (1932)
- Airmail (Hombres sin miedo) (1932)
- Second Hand Wife (Entre dos esposas) (1933)
- Parole Girl (1933)
- Below the Sea (El secreto del mar) (1933)
- Destination Unknown (1933)
- Picture Snatcher (Ha entrado un fotógrafo) (1933)
- The Narrow Corner (1933)
- Flying Devils (Águilas rivales) (1933)
- Blind Adventure (Una aventura en la niebla) (1933)
- Headline Shooter (1933)
- Ace of Aces (As de ases) (1933)
- Ever in My Herat (Siempre en mi corazón) (1933)
- Before Midnight (1933)
- Mística y rebelde (1934)
- Once to Every Woman (1934)
- This Man Is Mine (1934)
- Crime of Helen Stanley (1934)
- One Is Guilty (1934)
- Girl in Danger (1934)
- The Awful Truth (1937)
- His Girl Friday (Luna nueva) (1940)
- Ellery Queen, Master Detective (1940)
- El hombre lobo (1941)
- Dive Bomber (1941)
- Ellery Queen's Penthouse Mystery (1941)
- Ellery Queen and the Murder Ring (1941)
- Ellery Queen and the Perfect Crime (1941)
- Enemy Agents Meet Ellery Queen (1942)
- The Ghost of Frankenstein (1942)
- Sunrise at Campobello (1960)
- Los profesionales (1966)
- Rosemary's Baby (1968)
- Trading Places (1983)
- Disorderlies (1987)
- Coming to America (1988)
- Pretty Woman (1990)

## Premios y distinciones
Premios Óscar
| Año  | Categoría              | Película         | Resultado |
| ---- | ---------------------- | ---------------- | --------- |
| 1938 | Mejor actor de reparto | The Awful Truth  | Nominado  |
| 1987 | Óscar honorífico       | Óscar honorífico | Ganador   |